# Skandar Keynes
Skandar Keynes, właśc. Alexander Amin Casper Keynes (ur. 5 września 1991 w Londynie) – brytyjski aktor i polityk. Odtwórca roli Edmunda Pevensie w ekranizacjach Opowieści z Narnii oraz młodego Enzo Ferrari w filmie pt. Ferrari. Jest także prapraprawnukiem Karola Darwina. Skandar mieszka w Londynie w dzielnicy Highbury razem ze swoimi rodzicami (Randal Keynes i Zelfa Hourani), z siostrą (Soumaya Keynes) i dwoma kotami – Miss ‘Peri’ Puss i Mr ‘Fil’ Boots. Skandar chodził do londyńskiej szkoły dla chłopców (City of London School for Boys), do której chodził również Daniel Radcliffe. W 2010 roku zaczął naukę na University of Cambridge, gdzie studiował język arabski i historię Bliskiego Wschodu. Ukończył studia 17 maja 2014 roku. Na razie nic nie wspomina o planach powrotu do aktorstwa. Obecnie jest politykiem.

## Filmografia
- 2014: Nadzwyczajne Przygody G.A. Henty: W Przyczyna Wolności (The Extraordinary Adventures of G.A. Henty: In Freedom’s Cause) jako sir Alan Kerr (audio dramat)
- 2010: Opowieści z Narnii: Podróż Wędrowca do Świtu (Chronicles of Narnia: The Voyage of the Dawn Treader, The) jako Edmund Pevensie
- 2008: Opowieści z Narnii: Książę Kaspian (Chronicles of Narnia: Prince Caspian, The) jako Edmund Pevensie
- 2005: 'T4'in Narnia (on sam)
- 2005: Opowieści z Narnii: Lew, czarownica i stara szafa (Chronicles of Narnia: The Lion, the Witch & the Wardrobe, The) jako Edmund Pevensie
- 2003: Ferrari jako Enzo Ferrari lat 8